# 浰源镇
浰源镇是中国广东省河源市和平县下辖的一个镇，位于和平县西北部。辖区总面积147.16平方公里，下辖1个社区8个村，总人口1.8万人。浰源镇位于九连山山区，镇内最高点为九连山海拔1272米的山峰风吹蝴蝶，旅游景点有浰源水口九公庙、李田仙岩溶洞等。

## 行政区划
浰源镇下辖以下村级行政区划单位
街道社区、黄田村、新街村、赤龙村、李田村、曲潭村、山下村、塘尾村和洪浰村。